# Ribollita

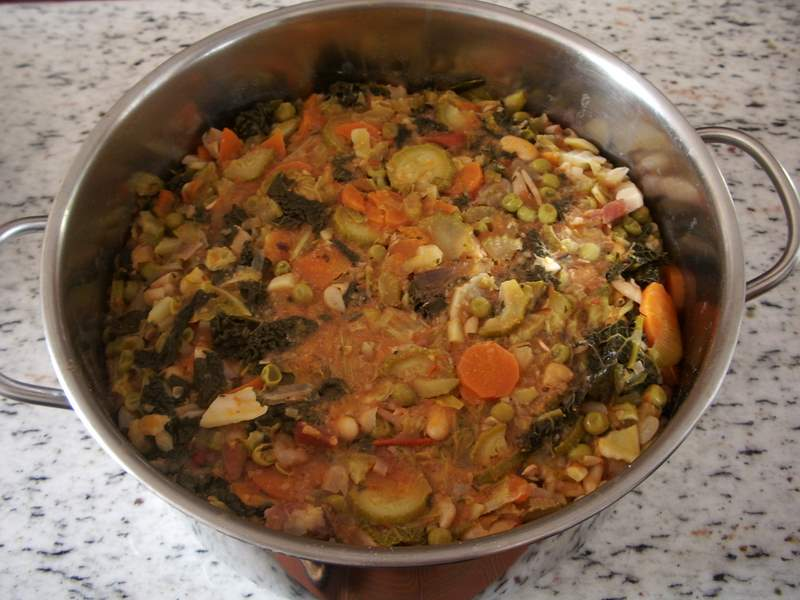
Ribollita.

Ribollita es un plato muy conocido en la Toscana (Italia) cuyo nombre significa literalmente en italiano recocido (bollita di nuovo, es decir hervida de nuevo). Como la mayoría de los platos toscanos se trata de una sopa de origen muy humilde. Existen numerosas variaciones pero se puede decir que sus principales ingredientes son pan (frecuentemente pan duro) y verduras y legumbres diversas de la época. Se suele elaborar en el periodo invernal.

## Características
El plato suele contener unas alubias denominadas alubias cannellini y diversas verduras como pueden ser zanahorias, calabacín, tomates, "col negro" (o Toscana) o acelgas y cebollas rojas. Se suelen elaborar las verduras cocidas, las judías se cocinan aparte y se acaban haciendo puré. Se mezcla todo y se sirve con pan tostado de diferentes maneras, las más comunes consisten en añadirlo a la sopa  o ponerlo bajo la misma. Se suele poner en una cazuela de barro y la cantidad elaborada es tal que se suele recalentar a menudo, de ahí su nombre.